# Euxoa testula
Euxoa testula là một loài bướm đêm trong họ Noctuidae.